# Куряче яйце (сільське господарство)
Я́йця – один із найбільш перспективних продуктів світового продовольчого ринку і найдоступніше джерело харчового білку. Їх виробництво може бути ефективно організоване як в умовах великих, так і невеликих фермерських господарств.
Лідером з виробництва яєць є Китай, він займає частку – 36 %, великі виробники також – США, Індія, Японія та Мексика.. Основні споживачі яєць українських кур-несучок – країни ЄС, Ірак, Катар, ОАЕ. За січень-липень 2018 року експорт зріс вдвічі порівняно з аналогічним періодом 2017 року.
| Особливості яєць курей різних порід | Особливості яєць курей різних порід | Особливості яєць курей різних порід | Особливості яєць курей різних порід | Особливості яєць курей різних порід | Особливості яєць курей різних порід |
| Порода                              | Несучість                           | Початок несучості                   | Маса яйця                           | Забарвлення яйця                    | Посилання                           |
| ----------------------------------- | ----------------------------------- | ----------------------------------- | ----------------------------------- | ----------------------------------- | ----------------------------------- |
| Австралорп чорний                   | < 200                               | —                                   | 56-57                               | кремово-коричневе                   | [ 3 ]                               |
| Австралорп чорно-строкатий          | < 180                               | 5-5,5                               | 54-56                               | кремове                             | [ 3 ]                               |
| Адлерська срібляста                 | 170-190                             | 6-6,5                               | 58-59                               | кремове                             | [ 3 ]                               |
| Азіль                               | 24-48                               | 8                                   | 37-48                               | світло-коричневе, кремове           | [ 4 ] [ 5 ]                         |
| Альштейр                            | 130-160                             | —                                   | 55                                  | слоновокісткове                     | [ 6 ]                               |
| Амрокс                              | 200                                 | 5,5                                 | 56                                  | світло-коричневе                    | [ 3 ] [ 4 ]                         |
| Андалузька блакитна                 | 160                                 | 5-6                                 | 58                                  | біле                                | [ 3 ]                               |
| Анкона                              | 280                                 | —                                   | 54-56                               | біле                                | [ 7 ]                               |
| Араукана                            | 160-180                             | 6                                   | 57-58                               | блакитне, бірюзове, рожеве          | [ 8 ]                               |
| Аям Цемані                          | 80-90                               | —                                   | 45                                  | чорне, біле                         | [ 9 ]                               |

| Класифікація яєць, призначених для експорту, залежно від термінів зберігання | Класифікація яєць, призначених для експорту, залежно від термінів зберігання |
| Клас яєць                                                                    | Термін зберігання, діб                                                       |
| ---------------------------------------------------------------------------- | ---------------------------------------------------------------------------- |
| Ехtra                                                                        |                                                                              |
| Клас А                                                                       | 9                                                                            |
| Клас В                                                                       | 28                                                                           |
| Клас В                                                                       | 25                                                                           |

## Класифікація яєць
Згідно з діючим стандартом яйце куряче класифікують на класи та категорії.
В основу поділу яєць на класи покладено термін зберігання, залежно від якого розрізняють яйця курячі дієтичні, столові, охолоджені.
Дієтичні – свіжознесені яйця, які надходять до споживача не пізніше 7 діб після знесення (не враховуючи доби знесення). Температурні умови зберігання до реалізації –  від 0 до 20°С. Дієтичні яйця, термін зберігання яких у процесі реалізації перевищив встановлений стандартом, переводять у категорію столових.
До столових належать яйця, які зберігались за температури від 0 до 20°С не більше 25 діб.
Охолоджені – яйця, які зберігалися не більше 90 діб за температури від –2 до 0°С. Після закінчення терміну зберігання столових яєць їх направляють для виготовлення хлібобулочних виробів, переробляють на яєчний порошок або на кормову продукцію.
Діючий стандарт передбачає також класифікацію яєць призначених для експорту.
В основу поділу яєць на категорії покладено масу одного яйця.
| Категорії яєць    | Маса одного яйця, г |
| ----------------- | ------------------- |
| Відбірні (або XL) | 73 і більше         |
| Вища (або L)      | 63 — 72,9           |
| Перша (або M)     | 53 — 62,9           |
| Друга (або S)     | 45 — 52,9           |
| Дрібні            | 35 — 44,9           |

## Маркування яєць
Яйця повинні мати індивідуальне, споживче та транспортне маркування.
Індивідуальне маркування наноситься на поверхню яєць у вигляді штампу певної форми і кольору. При цьому, використовують нешкідливі фарби, призначені для харчових потреб і дозволені центральним органом виконавчої влади у сфері охорони здоров'я.
Умовні позначення маркуванні яєць для реалізації в Україні наведено у таблиці нижче:
В основу поділу яєць на категорії покладено масу одного яйця.
| Група яєць            | Категорії   | Категорії | Категорії | Категорії | Категорії       |
| Група яєць            | відбірна(В) | вища (О)  | перша(1)  | друга(2)  | дрібне яйце (М) |
| --------------------- | ----------- | --------- | --------- | --------- | --------------- |
| Дієтичні              | ДВ          | ДО        | Д1        | Д2        | —               |
| Столові та охолоджені | СВ          | СО        | С1        | С2        | М               |

| Термін зберігання курячого яйця в залежності від температури та вологості повітря | Термін зберігання курячого яйця в залежності від температури та вологості повітря | Термін зберігання курячого яйця в залежності від температури та вологості повітря | Термін зберігання курячого яйця в залежності від температури та вологості повітря |
| Сортамент                                                                         | Температура                                                                       | Відносна вологість                                                                | Термін зберігання                                                                 |
| --------------------------------------------------------------------------------- | --------------------------------------------------------------------------------- | --------------------------------------------------------------------------------- | --------------------------------------------------------------------------------- |
| Дієтичні                                                                          | 0… +2°С                                                                           | 75-80%                                                                            | До 7 діб                                                                          |
| Столові помиті                                                                    | 0… +2°С                                                                           | 85-88%                                                                            | До 12 діб                                                                         |
| Столові                                                                           | 0… +2°С                                                                           | 85-88%                                                                            | До 25 діб                                                                         |
| Столові                                                                           | -2… 0°С                                                                           | 85-88%                                                                            | До 90 діб                                                                         |

## Тарування яєць
Як тару для перевезення курячих яєць використовують морські рефрижераторні контейнери. В залежності від об’єму продукції, обирають 20, 40 або 45-футові контейнери.
| Максимальний об'єм курячих яєць, запакованих у коробки по 360 штук | Максимальний об'єм курячих яєць, запакованих у коробки по 360 штук | Максимальний об'єм курячих яєць, запакованих у коробки по 360 штук |
| Тип контейнера                                                     | Максимальна вага яєць, тонн                                        | Кількість коробок по 360 яєць, шт.                                 |
| ------------------------------------------------------------------ | ------------------------------------------------------------------ | ------------------------------------------------------------------ |
| 20 DCRF                                                            | 14,5                                                               | 40                                                                 |
| 40 HCRF                                                            | 29                                                                 | 80                                                                 |
| 45 HCRF                                                            | 31,8                                                               | 88                                                                 |

Упакування яєць проводять за видом та категорією у сухі чисті ящики з гофрованого картону з використанням горбкуватих вкладок, кількістю по 360 шт., а також у коробки з полімерних або картонних матеріалів по 4, 6, 10, 12 шт.